# Ellen King
Ellen Elizabeth King (ur. 16 stycznia 1909 w Renfrew, zm. 3 lutego 1994 w Parkgate) – szkocka i brytyjska pływaczka. Dwukrotna srebrna medalistka olimpijska z Amsterdamu.
Zawody w 1928 były jej drugimi igrzyskami olimpijskimi, debiutowała w 1924. Srebrny medal zdobyła na dystansie 100 metrów stylem grzbietowym oraz w sztafecie kraulowej, wspólnie z nią tworzyły ją także Joyce Cooper, Cissie Stewart i Iris Tanner. W 1927 była mistrzynią Europy w sztafecie. W 1930, startując w barwach Szkocji, zdobyła trzy medale Igrzysk Imperium Brytyjskiego: srebro na dystansie 100 jardów kraulem, oraz brąz na 200 jardów stylem klasycznym oraz w sztafecie w stylu dowolnym 4 × 100  jardów.